# Кеннеди, Арчибальд, 3-й маркиз Эйлса
Арчибальд Кеннеди, 3-й маркиз Эйлса (англ. Archibald Kennedy, 3th Marquess of Ailsa; 1 сентября 1847 — 9 апреля 1938) — шотландский пэр.

## Ранняя жизнь
Арчибальд родился 1 сентября 1847 года, старший из трех сыновей Арчибальда Кеннеди, 2-го маркиза Эйлса (1816—1870), и Джулии (урожденной Джефсон), маркизы Эйлса (? — 1899). Среди его братьев и сестер были генерал-майор лорд Александр Кеннеди, лорд Джон Кеннеди, леди Джулия Элис Кеннеди, леди Эвелин Энн Кеннеди и Леди Констанс Элеонора Кеннеди.
Его отец был старшим сыном Арчибальда Кеннеди, графа Кассилиса (1794—1832), который сам был старшим сыном Арчибальда Кеннеди, 1-го маркиза Эйлса (1770—1846). Его мать была второй дочерью сэра Ричарда Джефсона, 1-го баронета (1765—1824), и Шарлотты Рочфорт Смит.
Получил образование в Итонском колледже (Виндзор, графство Беркшир).

## Карьера
В молодости он служил офицером в гвардии Колдстрима. В 1885 году он основал судостроительную компанию Ailsa, которая базировалась в Труне и Айре, графство Айршир.

## Пэрство
После смерти своего отца 20 марта 1870 года он унаследовал титулы 14-го графа Кассилиса, 16-го лорда Кеннеди, 3-го маркиза Эйлса и 3-го барона Эйлса. Вместе с титулом ему досталось 76 000 акров земли в Айршире. Он занимал должность лорда-лейтенанта Айршира с 1919 по 1937 год.

## Личная жизнь

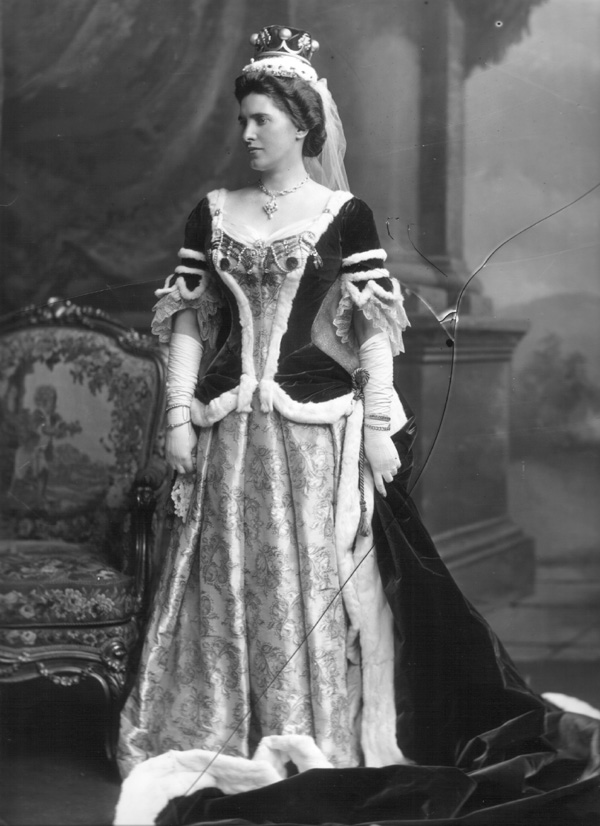
Изабелла, маркиза Эйлса (урожденная — Макмастер), фотография 1902 года.

Лорд Эйлса был дважды женат. Его первый брак состоялся 7 марта 1871 года с достопочтенной Эвелин Стюарт (24 июня 1848 — 26 июля 1888), дочерью Чарльза Стюарта, 12-го лорда Блантайра (1818—1900), и леди Эвелин Сазерленд-Левесон-Гоуэр (1825—1869), дочери Джорджа Сазерленда-Левесон-Гауэра, 2-го герцога Сазерленда. У супругов было пятеро детей:
- Арчибальд Кеннеди, 4-й маркиз Эйлса (22 марта 1872 — 27 февраля 1943), был женат на Фрэнсис Стюарт, дочери сэра Марка Мактаггарта-Стюарта, 1-го баронета[4].
- Чарльз Кеннеди, 5-й маркиз Эйлса (10 апреля 1875 — 1 июня 1956)[5], был женат на Констанс Кларк, вдове сэра Джона Бэрда[4].
- Леди Эвелин Кеннеди (5 апреля 1876 — 9 января 1886), которая умерла в детстве[4].
- Леди Алина Кеннеди (31 июля 1877 — 1 июля 1957), которая в 1901 году вышла замуж за Джона Эдварда Брауна, 5-го барона Килмейна (1878—1946)[4], от брака с которым у неё было трое детей
- Ангус Кеннеди, 6-й маркиз Эйлса (28 октября 1882 — 31 мая 1957)[6], женившийся на Гертруде Миллисент Купер[4].

3 ноября 1891 года он женился во второй раз на Изабелле Макмастер (? — 9 декабря 1945), единственной дочери Хью Макмастера, садовника с рынка в Каусани, Индия. У супругов было двое детей:
- Подполковник лорд Хью Кеннеди (19 января 1895 — 27 апреля 1970), который в 1925 году женился на Кэтрин Луизе Клэр Атертон, дочери Фрэнсиса Генри Атертона, от брака с которой у него был один сын[4].
- Леди Марджори Кеннеди (род. 4 сентября 1898), которая в 1921 году вышла замуж за сэра Лоуренса Пирса Брука Мерриама (? — 1966), от брака с которым у неё было двое детей[4].

Лорд Эйлса умер в своем доме, замке Калейн, с видом на Ферт-оф-Клайд, где он был известен как один из выдающихся цветоводов, 9 апреля 1938 года.